# Чивідале-дель-Фріулі
Чивідале-дель-Фріулі (італ. Cividale del Friuli, вен. Cividale del Friul) — муніципалітет в Італії, у регіоні Фріулі-Венеція-Джулія, провінція Удіне.
Чивідале-дель-Фріулі розташоване на відстані близько 480 км на північ від Рима, 60 км на північний захід від Трієста, 16 км на схід від Удіне.
Населення — 11 360 осіб (2014).

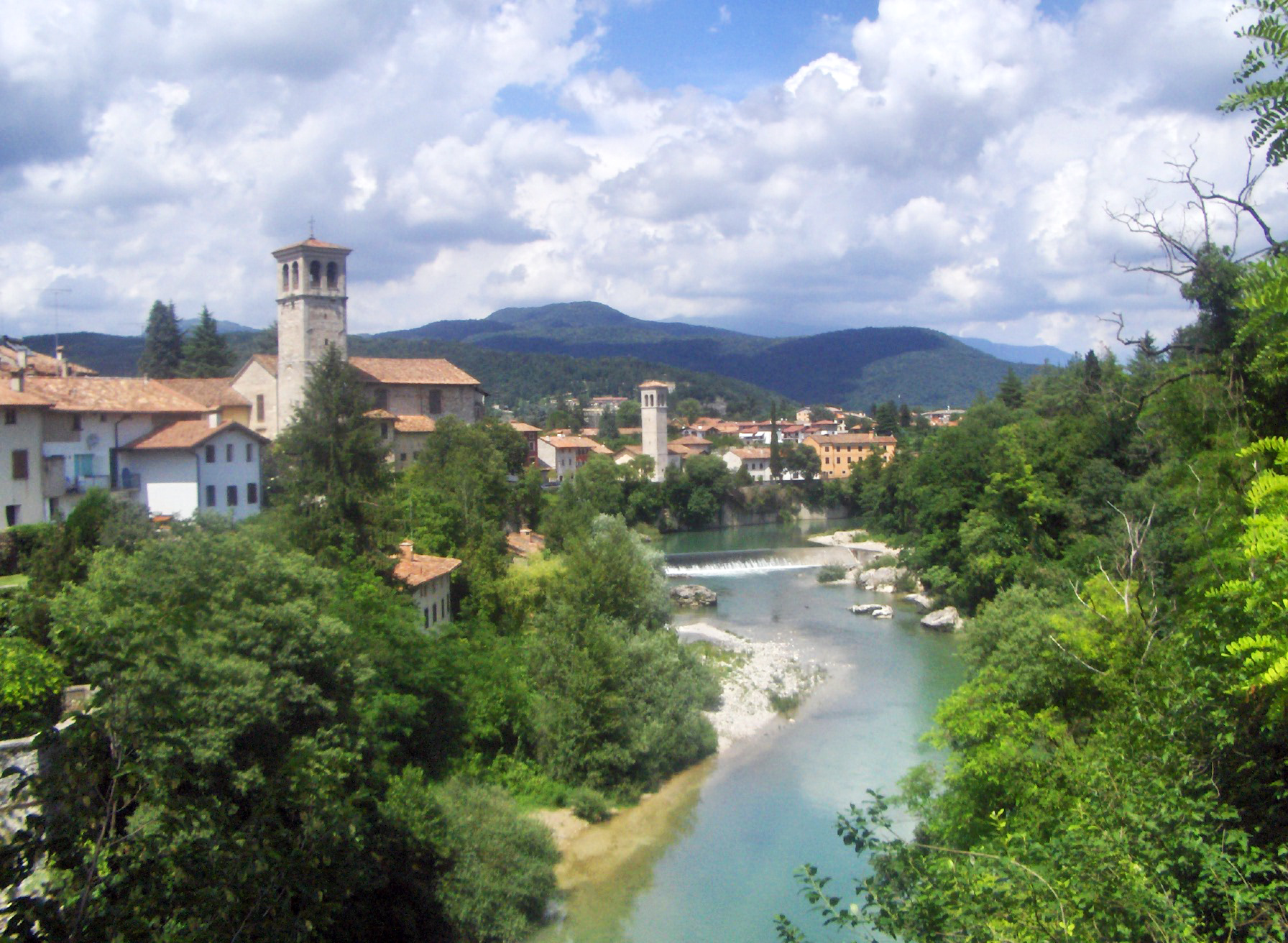

Щорічний фестиваль відбувається 21 серпня. Покровитель — San Donato.

## Демографія
Населення за роками:

Станом на 1 січня 2023 року в муніципалітеті офіційно проживало 858 іноземців з 63 країн, серед них 182 громадяни країн Євросоюзу та 55 громадян України.

## Персоналії
- Павло Диякон (720—800) — бенедиктинський чернець, історик лангобардів, що походив зі знатної лангобардської сім'ї з Фріуля
- Святий Ансельм (720—803) — герцог Фріульський (749—751), абат лангобардського походження, пізніше канонізований Римською церквою
- Беренгар I(840/845—924) — маркграф Фріульський (874—890), король Італії (як Беренгар I) (887—924 з перервами), римський імператор (915—924).

## Сусідні муніципалітети
- Корно-ді-Розаццо
- Моїмакко
- Премаріакко
- Препотто
- Сан-П'єтро-аль-Натізоне
- Торреано